# Rolf Reinhardt
Rolf Reinhardt (* 3. Februar 1927 in Heidelberg; † 21. Februar 2006) war ein deutscher Pianist, Dirigent und Hochschullehrer.

## Leben
Reinhardt studierte Klavier und Komposition bei Frieda Kwast-Hodapp und Wolfgang Fortner. Rolf Reinhardt war zunächst als Kapellmeister in Heidelberg, Darmstadt und Stuttgart tätig. Danach war er mehrere Jahre Assistent in Bayreuth.
1958 wurde Rolf Reinhardt Generalmusikdirektor der Pfalzoper in Kaiserslautern. 1959 wechselte er als Generalmusikdirektor nach Trier.
1968 erhielt Reinhardt einen Ruf als Professor an die Hochschule für Musik und Darstellende Kunst Frankfurt am Main, wo er später auch die Leitung der Fachgebiete Oper und Darstellende Kunst übernahm.
Zudem wirkte er als Dirigent an der Oper Frankfurt und des Frankfurter Bach-Orchesters. Von 1973 bis 1982 war Reinhardt zudem künstlerischer Leiter des Bach-Vereins Köln.
Prof. Rolf Reinhardt war ebenso bekannt als Liedbegleiter und Kammermusiker. Er hat zahlreiche Platten eingespielt, beispielsweise mit Fritz Wunderlich.